# Norbert Höfling
Norbert Höfling (ur. 20 czerwca 1924 w Czerniowcach, zm. 18 kwietnia 2005 w Brugii) – rumuński piłkarz, grający na pozycji napastnika, trener, były reprezentant Rumunii.

## Kariera piłkarska

### Kariera klubowa
W 1945 rozpoczął karierę zawodniczą w Dynamo Czerniowce, skąd przeszedł do drugoligowego klubu Ciocanul Bukareszt. Zimą 1948 wyjechał z Rumunii i bronił barw MTK Budapeszt. 1 lutego 1949 podpisał kontrakt z włoskim S.S. Lazio. W 1952 został sprzedany do klubu Pro Patria. W 1956 ukończył karierę piłkarską w nowym klubie Lanerossi Vicenza.

### Kariera reprezentacyjna
W latach 1947–1948 występował w reprezentacji Rumunii.

## Kariera trenerska
Po zakończeniu kariery piłkarskiej zamieszkał w Belgii, gdzie trenował miejscowe kluby Club Brugge, Racing White Bruksela, RSC Anderlecht, Daring Club Molenbeek Bruksela, AS Oostende oraz KAA Gent. Pewien czas prowadził też Feyenoord i Pro Patria.